# Idomacromia
Idomacromia é um género de libelinha da família Corduliidae.
Este género contém as seguintes espécies:
- Idomacromia jillianae